# Eubolbitus radovskovskii
Eubolbitus radovskovskii là một loài bọ cánh cứng trong họ Geotrupidae. Loài này được Solsky miêu tả khoa học năm 1876.